# Jewett (Ohio)

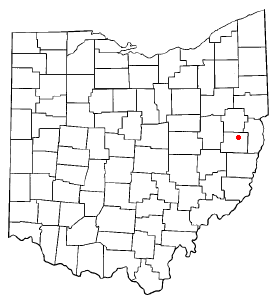
Jewett na planie stanu Ohio

Jewett – wieś w USA, w stanie Ohio, w hrabstwie Harrison.
Według danych z 2000 roku wieś miała 784 mieszkańców.